# Fuhai (köpinghuvudort i Kina, Heilongjiang Sheng, lat 47,87, long 124,86)
Fuhai (kinesiska: 富海, 富海镇) är en köpinghuvudort i Kina. Den ligger i provinsen Heilongjiang, i den nordöstra delen av landet, omkring 270 kilometer nordväst om provinshuvudstaden Harbin. Antalet invånare är 18 896. Befolkningen består av 9 336 kvinnor och 9 560 män. Barn under 15 år utgör 13,0 %, vuxna 15-64 år 79 %, och äldre över 65 år 6,0 %.
Runt Fuhai är det ganska tätbefolkat, med 120 invånare per kvadratkilometer. Närmaste större samhälle är Xintun, 15,5 km öster om Fuhai. Trakten runt Fuhai består till största delen av jordbruksmark.
Genomsnittlig årsnederbörd är 761 millimeter. Den regnigaste månaden är juli, med i genomsnitt 245 mm nederbörd, och den torraste är februari, med 8 mm nederbörd.